# Brusnik
 Ovo je glavno značenje pojma Brusnik. Za druga značenja pogledajte Brusnik (razdvojba).
Brusnik je nenaseljen hrvatski jadranski otok 23 kilometara zapadno od Visa. Površina otoka je 5 hektara.
Brusnik je zakonom zaštićeno područje, već od 1951. kao geološki spomenik prirode.
Najveći vrh otoka je na 30 metara nadmorske visine. Dužina otoka je oko 200 metara, a širina do 150 metara.

## Geologija
Brusnik je građen pretežno od eruptivnog kamenja (dijabaz), od kojega se izrađuju brusovi (odatle ime). U području Brusnika, Jabuke i Sv. Andrije zabilježene su magnetske smetnje. Obale su mu kamenite, a na sjeverozapadnoj strani je žal od krupnih oblutaka. Uz jugostočnu i sjeverozapadnu obalu Brusnika nalazi se nekoliko malih hridi.

## Vegetacija
Vegetacija na otoku je oskudna (kapar). Na otoku raste endemska biljka dubrovačka zečina.

## Životinjski svijet
Na otoku živi endemična vrsta crne gušterice (Podarcis melisellensis melisellensis).
U okolnome moru nalaze se lovišta jastoga i srdele.

## Prometna povezanost
Do otoka ne postoje stalne linije pa se dolazak mora ugovoriti na Visu. Uvalice na jugistočnoj obali pogodne su za pristajanje čamaca.

## Vanjske poveznice
- adriatica.net: Brusnik i Jabuka  Arhivirana inačica izvorne stranice od 13. lipnja 2006. (Wayback Machine)